# Primatologie
Primatologie is de wetenschap die de primaten bestudeert. Het is een onderdeel van de mammalogie. Het betreft onderzoek naar halfapen, apen en mensapen, met focus op hun natuurlijke leefomgeving, habitatgebruik, eetgewoonten, sociaal gedrag en groepsstructuren.
Primatenonderzoek gebeurt regelmatig in het wild, maar de meeste studies worden uitgevoerd in dierentuinen of in omgevingen die hun natuurlijke leefgebied deels nabootsen, zoals opvangcentra. Om ethische redenen worden primaten nauwelijks als testdieren gebruikt, met uitzondering van de rhesusmakaak, die een belangrijke rol speelt in medisch onderzoek. Vooral het bestuderen van apengedrag levert waardevolle inzichten op voor de evolutiebiologie, aangezien primatologie zich voornamelijk richt op gedragswetenschap.

## Belang Onderzoek
Apen vertonen de grootste genetische overeenkomst met mensen; bijvoorbeeld, resusapen en mensen delen ongeveer 93% van hun genetisch materiaal. Net als mensen kunnen bepaalde apensoorten besmet raken met dezelfde ziekteverwekkers. Bovendien zijn veel moderne geneesmiddelen en therapieën zo specifiek ontwikkeld dat ze alleen effectief zijn bij mensen of apen. Hierdoor worden apen bij uitstek gebruikt om de veiligheid en werkzaamheid van nieuwe vaccins, medicijnen en behandelingen te testen. De beslissing om een aap in te zetten voor onderzoek wordt altijd zorgvuldig overwogen.

## Primatoloog
Een primatoloog is een wetenschapper die zich bezighoudt met de studie van niet-menselijke primaten. De academische achtergrond van primatologen varieert en kan onder andere liggen in de antropologie, biologie, psychologie of zoölogie. Deze verschillen in opleiding beïnvloeden de onderzoeksvragen, werkomgeving en carrièrepaden binnen het vakgebied.
Primatologen werken in diverse settings, zoals universiteiten, onderzoekscentra, laboratoria, heiligdommen en dierentuinen. Hun werk richt zich op verschillende aspecten van primaten, waaronder gedrag, evolutie en ecologie. De moderne primatologie kende een sterke ontwikkeling na de Tweede Wereldoorlog, vooral in de Verenigde Staten, Canada, West-Europa en Japan.

## Westerse primatologie

### Oorsprong
De westerse primatologie vindt haar oorsprong voornamelijk in onderzoek uitgevoerd door Noord-Amerikaanse en Europese wetenschappers. Vroeg onderzoek naar primaten richtte zich vooral op medisch onderzoek, maar sommige wetenschappers voerden ook beschavings-experimenten uit op chimpansees om zowel hun intelligentie als de grenzen van hun cognitieve vermogens te onderzoeken.

### Theorie
Primatologie bestudeert de biologische en psychologische aspecten van niet-menselijke primaten. De nadruk ligt op het onderzoeken van de gemeenschappelijke kenmerken tussen mensen en primaten. Beoefenaars van deze discipline geloven dat we, door onze naaste dierlijke verwanten te bestuderen, beter inzicht kunnen krijgen in de aard die we delen met onze voorouders.

### Methoden
Primatologie is een wetenschap. De algemene opvatting is dat wetenschappelijke observatie van de natuur óf zeer beperkt moet zijn, óf volledig gecontroleerd. In beide gevallen moeten de waarnemers neutraal blijven ten opzichte van hun onderzoeksobjecten. Dit zorgt ervoor dat de gegevens onbevooroordeeld zijn en de primaten niet worden beïnvloed door menselijke tussenkomst.
Er zijn drie methodologische benaderingen binnen de primatologie:
- Veldonderzoek – de meer realistische benadering;
- Laboratoriumonderzoek – de meer gecontroleerde benadering;
- Semi-vrijlevende studies – waarbij een natuurlijke habitat en sociale structuur in een gecontroleerde omgeving worden nagebootst.

Veldonderzoek vindt plaats in natuurlijke omgevingen, waarin wetenschappelijke waarnemers primaten observeren in hun natuurlijke habitat.
Laboratoriumonderzoek vindt plaats in gecontroleerde laboratoriumomgevingen. In zulke settings kunnen wetenschappers gecontroleerde experimenten uitvoeren om het leervermogen en gedragspatronen van de dieren te bestuderen.
Bij semi-vrijlevende studies kunnen wetenschappers observeren hoe primaten zich in het wild zouden kunnen gedragen, maar met gemakkelijker toegang en de mogelijkheid om de omgeving te controleren. Voorbeelden van zulke faciliteiten zijn het Living Links Center van het Yerkes National Primate Research Center in Georgia, Verenigde Staten, en het Elgin Center bij Lion Country Safari in Florida, VS.
Alle vormen van primatenonderzoek volgens de westerse methode zijn bedoeld als neutraal. Hoewel er westerse primatologen zijn die subjectiever onderzoek doen, ligt de nadruk binnen deze discipline op objectiviteit.

### Vroeg veldonderzoek en beroemde onderzoekers
Vroeg veldonderzoek in de primatologie richtte zich vaak op individuele onderzoekers. Bekende voorbeelden hiervan zijn:
- Jane Goodall – In 1960 reisde zij naar het woud bij Gombe Stream in Tanzania, waar zij observeerde dat chimpansees werktuigen gebruikten, zoals takjes om termieten uit hun nesten te halen.
- Dian Fossey – Haar werk bij het Karisoke Research Center in Rwanda toonde aan dat berggorilla’s kunnen worden gehabitueerd aan mensen. Zij ontdekte ook dat vrouwelijke gorilla’s van groep wisselen en dat zij hun eigen uitwerpselen eten om voedingsstoffen te recyclen.
- Birutė Galdikas – Werkte meer dan 12 jaar met orang-oetans op Borneo (Indonesië). Zij gebruikte statistiek en moderne methodes van gegevensverzameling voor haar proefschrift uit 1978 over orang-oetangedrag en -interacties.
- Frans de Waal – Een Nederlands primatoloog die bekendstaat om zijn onderzoek naar het sociale gedrag, empathie, conflictbeheersing en moreel gedrag bij primaten. Zijn werk toonde onder meer aan dat niet-menselijke primaten over complexe sociale structuren en emoties beschikken. De Waal pleit voor een beter begrip van de evolutionaire oorsprong van menselijk gedrag door parallellen te trekken met andere primaten.